# Nemoria morbilliata
Nemoria morbilliata là một loài bướm đêm trong họ Geometridae.